# Edme Victor Bertrand
Edme Victor Bertrand, né le 21 juillet 1769 à Géraudot dans l'Aube et mort le 15 janvier 1814 à Vermandovillers (Somme), est un général français du Premier Empire.

## Biographie
Il entre au service le 12 avril 1792, dans le 3e bataillon de volontaires de l'Aube où il est élu capitaine. Il fait les campagnes de 1792 à l'an III dans l'armée du Nord et celles de l'an IV à l'an VI dans les armées de l'Intérieur et d'Angleterre. Passé en l'an VII dans l'armée d'Italie, il revient en l'an VIII dans l'armée de l'Intérieur, puis fait campagne en l'an IX dans l'armée de Batavie.
Embarqué en l'an X pour Saint-Domingue, il est nommé chef de bataillon provisoire par le commandant en chef le général Leclerc le 18 juin 1802. Blessé devant Cap-Français, il est renvoyé en France et fait prisonnier par les Anglais lors du retour en mai 1803. Libéré sur parole en mai 1806, il est affecté comme chef de bataillon titulaire au 19e régiment d'infanterie de ligne le 15 août 1806.
Il fait la campagne de 1807 à la Grande Armée et est blessé au siège de Dantzig et la campagne de 1808 dans l'armée du Danemark. Promu major de son régiment le 25 mai 1809, il prend le commandement provisoire d'un régiment à l'armée du Brabant en 1810.
Employé en 1811 et 1812 dans l'armée des côtes de l'Océan, il est nommé colonel du 139e régiment d'infanterie de ligne le 16 janvier 1813 et fait la campagne de Saxe. Devenu officier de la Légion d'honneur le 10 août 1813, il est promu général de brigade le 30 août 1813. Au commandement de la 2e brigade de la 10e division d'Infanterie du 5e corps, il se distingue aux batailles de Lützen, où il est blessé, et de Leipzig et plus particulièrement aux combats de Liebertwolkwitz le 14 octobre 1813 pendant lesquels il est grièvement blessé. Fait prisonnier le 18 octobre 1813, il est libéré sur parole. 
Il meurt des suites de ses blessures, quelques mois plus tard, dans le village de Vermandovillers le 15 janvier 1814.

## Sources
- Dictionnaire Napoléon et Dictionnaire des Batailles d'Alain Pigeard.
- « Bertrand (Edme-Victor) », dans Philippe Le Bas, France, Dictionnaire encyclopédique, Didot, 1840, pp. 472-473 [lire en ligne].
- « Bertrand (Edme-Victor) », dans Antoine-Vincent Arnault, Antoine Jay et autres, Biographie nouvelle des contemporains : ou Dictionnaire historique…, volume 2, pp. 444-445 [lire en ligne].